# Felsőtárkány
Felsőtárkány is een plaats (község) en gemeente in het Hongaarse comitaat Heves. Felsőtárkány telt 3.518 inwoners (2007).